# Alimmainen Lauttajärvi
Alimmainen Lauttajärvi och Ylimmäinen Lauttajärvi, eller Lauttajärvet är sjöar i Finland. De ligger i kommunen Enare i landskapet Lappland, i den norra delen av landet, 1 000 km norr om huvudstaden Helsingfors. Lauttajärvet ligger 182,1 meter över havet. Arean är 14,8 hektar och strandlinjen är 1,84 kilometer lång. Sjön  ingår i Pasvik älvs huvudavrinningsområde. 